# Coquette (poisson)
Pour les articles homonymes, voir Coquette.
Taxons concernés
Deux familles :
- Labridae
- Sciaenidaemodifier

Coquette est le nom vernaculaire de plusieurs espèces de poissons des familles des Labridae et des Sciaenidae.

## Liste d'espèces appelées «coquette»
Entre parenthèses figure le nom binominal.
- De la famille des Sciaenidae :
  - Bourrugue coquette (Lonchurus elegans)
- De la famille des Labridae :
  - Vieille coquette (Labrus mixtus)